# Palding
Palding is een bestuurslaag in het regentschap Dairi van de provincie Noord-Sumatra, Indonesië. Palding telt 1376 inwoners (volkstelling 2010).